# Hydroptila circangula
Hydroptila circangula är en nattsländeart som beskrevs av Harris 1985. Hydroptila circangula ingår i släktet Hydroptila och familjen smånattsländor. Inga underarter finns listade i Catalogue of Life.